# 矢野康治
矢野 康治（やの こうじ、1962年12月10日 - ）は、日本の財務官僚。元財務事務次官。文藝春秋読者賞受賞。退官後国立大学法人一橋大学顧問、日本生命保険特別顧問。

## 人物
山口県下関市出身。1978年 山口県立下関西高等学校に入学。高校時代の得意科目は数学だったが、白衣を着るイメージしか持てず、文系となる。1981年 一橋大学経済学部に入学。先輩である故瀧本徹元観光庁観光地域振興部長の勧めで荒憲治郎の経済原論のゼミを受講する。大学では庭球同好会に所属。1985年3月 一橋大学経済学部卒業。卒論は「非自発的失業の解明」。同年 旧大蔵省（現財務省）入省、大臣官房文書課配属。三隅隆司一橋大教授は高校・大学の同期。
小樽税務署長を経て、国税庁長官官房課長補佐として定員配分見直しや行政手続法適用除外のための働きかけなどを行った。ハーバード大学研究員を経て、1994年から証券局課長補佐を務め、毎日泊まり込みで働き続ける生活を送り、証券版金融ビッグバンをほぼ一人で策定したことで知られている。
一般会計の歳出・歳入の推移のグラフにおいて、歳出総額の増加と税収の減少の折れ線グラフをワニの口と喩えたことで知られている。
人事担当官房企画官、主計局主計企画官、主計局厚生労働係、主税企画官、主計局調査課長を経て、2007年より内閣官房長官秘書官として町村信孝に仕え知遇を得た。続く麻生内閣でも河村建夫の下で内閣官房長官秘書官。民主党政権時代には与謝野馨経済財政担当大臣兼社会保障と税の一体改革担当大臣の「不安のない社会保障制度を確立するために」と掲げた目標に共鳴し、消費税率を8％、10％へと上げる3党合意の成立に貢献した。その後菅義偉内閣官房長官秘書官、主税局担当審議官を歴任。この間、村尾信尚監修関西学院大学エグゼクティブコース講師も務めた。
2017年7月、財務省大臣官房長に就任した。2018年4月に入り、福田淳一前財務事務次官によるテレビ朝日女性記者に対するセクハラ疑惑がスキャンダルとして報道が過熱するなか、4月18日に福田が辞任。次官辞職に伴い矢野が事務次官事務代理を務めた。財務省官房長としてセクハラ疑惑の事実に口をつぐみ認定も否認もしなかったが、同年4月27日になると一転して、官房長の矢野と伊藤豊官房秘書課長らが会見で、十分な反論・反証がなされていないとして前次官によるセクハラ行為を認定して調査を打ち切った。
2019年7月より財務省主税局長（一橋大学出身の局長は1984年に矢澤富太郎が関税局長に就任して以来35年ぶり。出向者も含めると関税局長とバーターになった厚木進以来7年ぶり。）、さらに翌2020年7月20日より主計局長に横滑りした。この人事は消費増税計画を控えて配置された田中一穂以来で戦後2人目。太田充財務次官の次の次官最有力になったが、入省同期では藤井健志（国税庁長官から内閣官房副長官補）と、可部哲生（理財局長から国税庁長官）の2人が早くからの次官候補と見做されていた。もとより財務省には旧大蔵省以来旧制一高の気風を引き摺るバンカラで"ワルの文化"が根を張っており、福田元次官、佐川宣寿元国税庁長官ら82年組入省のツートップを張る2人の騒動もそうした中で生起したものと指摘されている。官房長時代に上述のセクハラ騒動に対処するため、パワハラ防止のための"360度評価"を導入した。この過程で藤井と、次官就任が本命視されていた可部が外れ、ダークホースの矢野が次期次官最有力に浮かび上がった。
2021年7月8日、一橋大学出身者初の財務事務次官。
田中一穂の直系の弟子であり、財務省内でも厳格な財政再建論者として知られ、「原理主義者」と評されることもある。また、「自分が正しいと思ったら、上司でも政治家にでも直言する人物」だともされている。
週刊誌にポリ袋ハンターと写真付きで紹介された人物でもある。
2022年6月24日、財務事務次官退任、財務省顧問。同年9月、国立大学法人一橋大学顧問。同年11月1日、日本生命保険特別顧問。2023年神奈川大学特別招聘教授、国立大学法人政策研究大学院大学経営協議会委員、新時代戦略研究所特別顧問、構想日本アドバイザリー会議構成員。退官後は常勤職には就かず、日本の財政問題に関する講演活動を、1年間に数百回行うなどした。

## 経歴
| 年   | 月 | 事柄 |
| ---- | -- | --- |
| 1962 | 12 | 山口県下関市出身 |
| 1981 | 3  | 山口県立下関西高等学校卒業                                                                                                   |
| 1985 | 3  | 一橋大学経済学部卒業 |
| 1985 | 4  | 大蔵省入省、大臣官房文書課                                                                                                   |
| 1987 | 4  | 大臣官房調査企画課 |
| 1988 | 7  | 理財局資金第一課原資係長心得                                                                                                 |
| 1989 | 7  | 理財局資金第一課企画係長 |
| 1990 | 7  | 小樽税務署長 |
| 1991 | 6  | 国税庁長官官房総務課課長補佐（調査一・二）                                                                                   |
| 1993 | 6  | ハーバード大学国際問題研究所研究員                                                                                           |
| 1994 | 7  | 証券局証券市場課課長補佐（株式市場三）                                                                                       |
| 1996 | 7  | 主税局調査課課長補佐 |
| 1997 | 7  | 主税局税制第二課課長補佐（消費税）                                                                                           |
| 1998 | 7  | 主税局税制第一課課長補佐（所得税）                                                                                           |
| 1999 | 6  | 主税局税制第一課課長補佐兼主税局税制第一課審査室長                                                                           |
| 2000 | 6  | 大臣官房秘書課課長補佐（総括）                                                                                               |
| 2001 | 7  | 大臣官房企画官（人事担当）兼秘書課                                                                                           |
| 2002 | 7  | 主計局主計企画官（財政分析・政策評価・予算執行調査係担当）                                                                   |
| 2003 | 7  | 主計局主計企画官（財政分析・政策評価・予算執行調査係担当）兼主計局司計課                                                     |
| 2004 | 7  | 大臣官房企画官兼主計局厚生労働第一〜七係                                                                                     |
| 2005 | 7  | 主税局総務課主税企画官兼主税局調査課兼主税局税制第二課兼主税局税制第三課                                                     |
| 2006 | 7  | 主計局調査課長 |
| 2007 | 9  | 町村信孝内閣官房長官秘書官（福田康夫内閣）                                                                                   |
| 2008 | 9  | 河村建夫内閣官房長官秘書官（麻生内閣）                                                                                       |
| 2009 | 10 | 内閣官房内閣参事官（内閣総務官室）、内閣官房国家戦略室室員（鳩山由紀夫内閣）                                                 |
| 2010 | 11 | 内閣官房内閣参事官（内閣官房副長官補付）、内閣官房社会保障改革担当室参事官（菅直人内閣・野田内閣）                           |
| 2012 | 2  | 内閣官房内閣参事官（内閣官房副長官補付）、内閣官房社会保障改革担当室参事官兼内閣官房社会保障・税一体改革情報発信推進室参事官 |
| 2012 | 8  | 財務省主税局総務課長 |
| 2012 | 10 | 不動産鑑定士試験短答式試験試験委員                                                                                           |
| 2012 | 12 | 菅義偉内閣官房長官秘書官（第2次安倍内閣）                                                                                    |
| 2015 | 7  | 財務省大臣官房審議官（主税局担当）                                                                                           |
| 2017 | 7  | 大臣官房長 |
| 2018 | 4  | 財務事務次官事務代理 |
| 2018 | 7  | 免・財務事務次官事務代理 |
| 2019 | 7  | 財務省主税局長 |
| 2020 | 7  | 財務省主計局長 |
| 2021 | 7  | 財務事務次官 |
| 2021 | 12 | 文部科学省日本ユネスコ国内委員会委員、第83回文藝春秋読者賞受賞                                                               |
| 2022 | 6  | 財務事務次官退任、財務省顧問                                                                                                 |
| 2022 | 9  | 国立大学法人一橋大学顧問 |
| 2022 | 10 | 一橋大学社会科学の発展を考える円卓会議委員                                                                                   |
| 2022 | 11 | 日本生命保険特別顧問 |
| 2023 | 4  | 神奈川大学特別招聘教授、国立大学法人政策研究大学院大学経営協議会委員兼学長選考・監察会議委員                                 |

## 「バラマキ合戦」発言

### 経緯
2021年10月8日発売の月刊誌『文藝春秋』に矢野が寄稿した記事『財務次官、モノ申す「このままでは国家財政は破綻する」』において、新型コロナウイルス感染症の経済対策にまつわる政策論争を「バラマキ合戦」と表現。このままでは国家財政が破綻する可能性があると主張した。また、「低金利・低インフレ・低成長という長期停滞の下では、積極財政がもっとも有効であり、大規模な財政出動により、政府債務の対GDP比は下がり、財政はより健全化する」という、今やアメリカの主流派経済学のコンセンサスを、「一見まことしやかな政策論ですが、これはとんでもない間違いです」と一蹴し、対GDP比の一般政府債務残高は減少させるべきであり、基礎的財政収支は黒字化しなくてはならないと改めて主張した（つまり、インフレ目標を基準とするのではなく、基礎的財政収支を基準とするべきであるという考え方である）。
一般職の公務員である事務次官が在職中に政治的な意見表明を行うことは異例であり、閣僚や国会議員が発言に対する意見を述べるなど波紋を広げ、第83回文藝春秋読者賞を受賞した。

### 反応
官房長官の松野博一は、11日の記者会見で「財政健全化に向けた一般的な政策論について、私的な意見として述べたものと承知している」としたうえで、「政策の実行にあたっては、政府与党一体となって取り組むことが重要で、いろいろな議論をしたうえで、方向性が決まれば、関係者にはしっかりと協力してもらうことが重要だ」と述べた。
経済同友会の桜田謙悟代表幹事は、12日の定例記者会見で「（寄稿で）書かれていることは100%賛成だ」と述べ、矢野事務次官に対する支持を表明した。

## 1985年同期入省者
『ロクマル』と呼ばれ、優秀な人間がそろっていると評判の期だった。同期25名のうち一橋大学からの採用者は矢野1名である。同期の内訳は東大法学部15人、同大学経済学部4人、同大学教養学部2人、同大学工学部1人、京大経済学部1人、東工大1名である。
- 可部哲生（国税庁長官）
- 岡村健司（IMF副専務理事、内閣官房参与（国際経済）、財務官）
- 藤井健志（内閣官房副長官補、国税庁長官）
- 小部春美（政策研究大学院大学教授、財務総合政策研究所副所長）
- 中島淳一（金融庁長官）
- 森田宗男（金融国際審議官）
- 中井徳太郎（環境事務次官）
- 岡本直之（国土交通省政策統括官）
- 中尾睦（内閣官房TPP等政府対策本部国内調整統括官、横浜税関長）
- 野島透（九州財務局長）
- 岸本浩（国立印刷局理事長、東京税関長）
- 川嶋真（造幣局理事長）
- 市川健太（東京国税局長、日本政策金融公庫代表取締役専務取締役、理財局次長（理財担当））
- 榎本直樹（東京税関長、大阪国税局長）
- 田中琢二（IMF理事、関東財務局長）
- 大西靖（神戸税関長、中国財務局長）
- 田中秀明（明治大学教授、内閣府行政刷新会議事務局参事官）

## 著書
- 『決断!待ったなしの日本財政危機―平成の子どもたちの未来のために』東信堂 2005年